# Aidis Kruopis
Aidis Kruopis, né le 26 octobre 1986 à Vilnius, est un coureur cycliste lituanien, professionnel de 2011 à 2018.

## Biographie

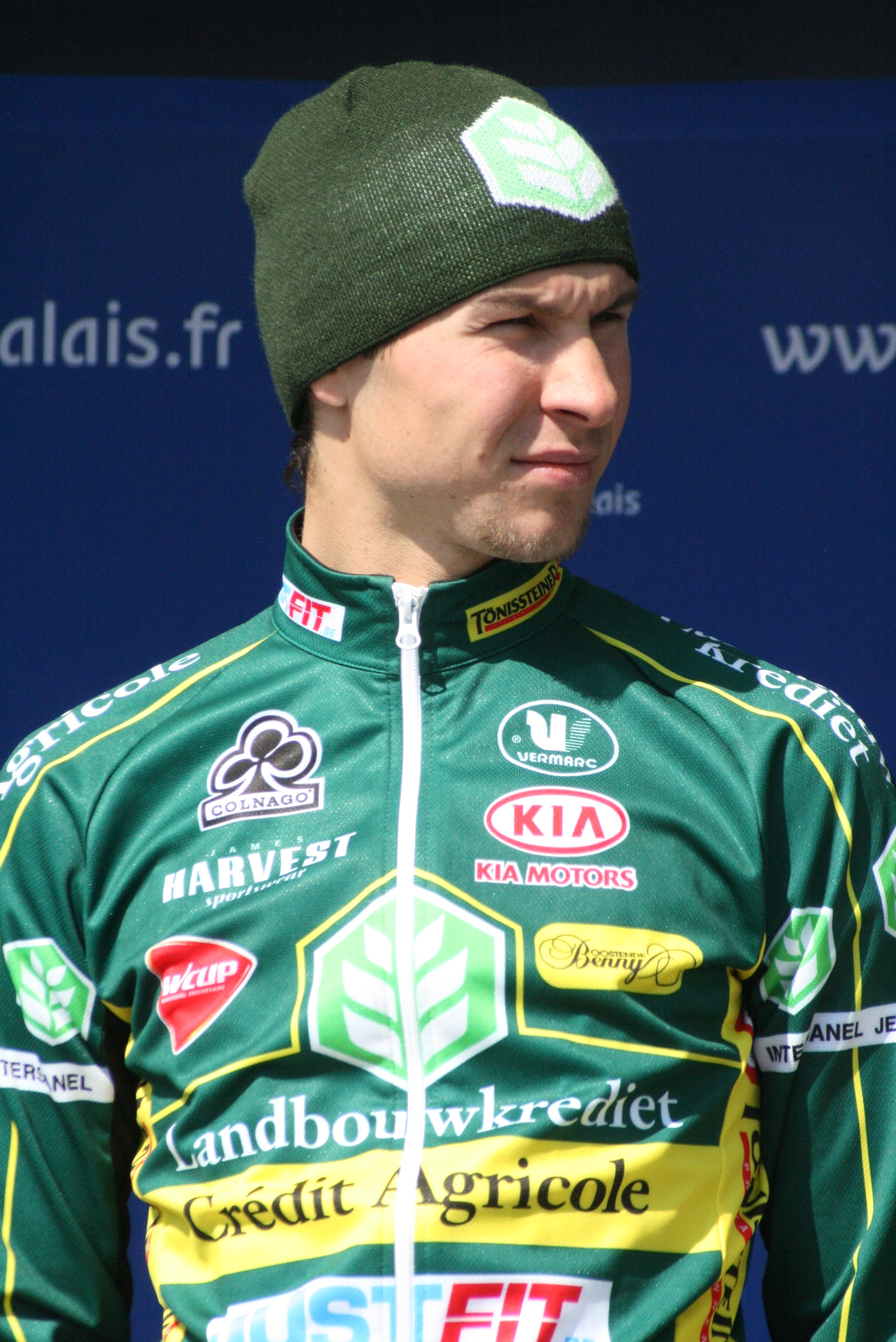
Aidis Kruopis lors des Quatre Jours de Dunkerque 2011.

Aidis Kruopis commence le cyclisme à l'âge de douze ans.
En 2007, Aidis Kruopis est membre de l'équipe continentale belge Klaipeda-Splendid, qui comprend sept autres coureurs lituaniens et le directeur sportif Arturas Trumpauskas. Il est cette année-là deuxième de la Flèche du port d'Anvers, cinquième du Grand Prix de la ville de Zottegem. En 2008, il rejoint l'équipe continentale kazakh Ulan en compagnie de Trumpauskas et de cinq des Lituaniens de Klaipeda. Il se classe deuxième du Mazovia Tour, quatrième des Cinq anneaux de Moscou et de Paris-Mantes-en-Yvelines, cinquième du SEB Tartu GP. En 2009, il est recruté par la nouvelle équipe continentale lituanienne Piemonte, dirigée par les Italiens Matteo et Pietro Algeri. Cette équipe est cependant dissoute dès le mois d'avril,.
Comme d'autres de ses coéquipiers lituaniens à ses côtés depuis 2007 (Egidijus Juodvalkis, Gediminas Bagdonas), Egidijus Juodvalkis part alors courir en Belgique, et rejoint l'équipe continentale Palmans-Cras en 2010. Il remporte À travers la Campine anversoise, la Coupe Sels, et se classe notamment deuxième du Championnat des Flandres, troisième du championnat de Lituanie sur route, quatrième du Münsterland Giro, huitième de Dwars door Drenthe, neuvième du Delta Tour Zeeland. En fin de saison, il est sélectionné en équipe nationale pour les championnats du monde sur route, à Copenhague. Il termine la course en ligne dans le peloton, à la 71e place.
En 2011, Aidis Kruopis signe dans l'équipe continentale professionnelle belge Landbouwkrediet pour ses débuts en tant que professionnel. Il gagne quatre courses durant cette saison : le Circuit du Pays de Waes, le Grand Prix du 1er mai - Prix d'honneur Vic De Bruyne, la deuxième étape du Tour de Belgique et la Coupe Sels. Il se classe troisième du Grand Prix de Denain et du championnat de Lituanie sur route, quatrième d'À travers la Campine anversoise, cinquième du Mémorial Rik Van Steenbergen, de la Beverbeek Classic, de la Handzame Classic, et du Tour de Cologne.
À l'issue de cette saison Aidis Kruopis est recruté par la nouvelle équipe australienne GreenEDGE, qui obtient une licence ProTeam et dispute donc toutes les compétitions de l'UCI World Tour. En février, il obtient le premier podium de l'équipe GreenEDGE en terminant troisième de la troisième étape du Tour du Qatar, derrière Mark Cavendish et Tom Boonen. Il gagne une étape du Tour de Norvège en mai, et du Tour de Pologne en août, sa première victoire dans une course de l'UCI World Tour. En août, il gagne les deux premières étapes du Tour du Poitou-Charentes et est pendant trois jours premier du classement général.
Fin 2014 il signe un contrat avec l'équipe continentale irlandaise An Post-ChainReaction.

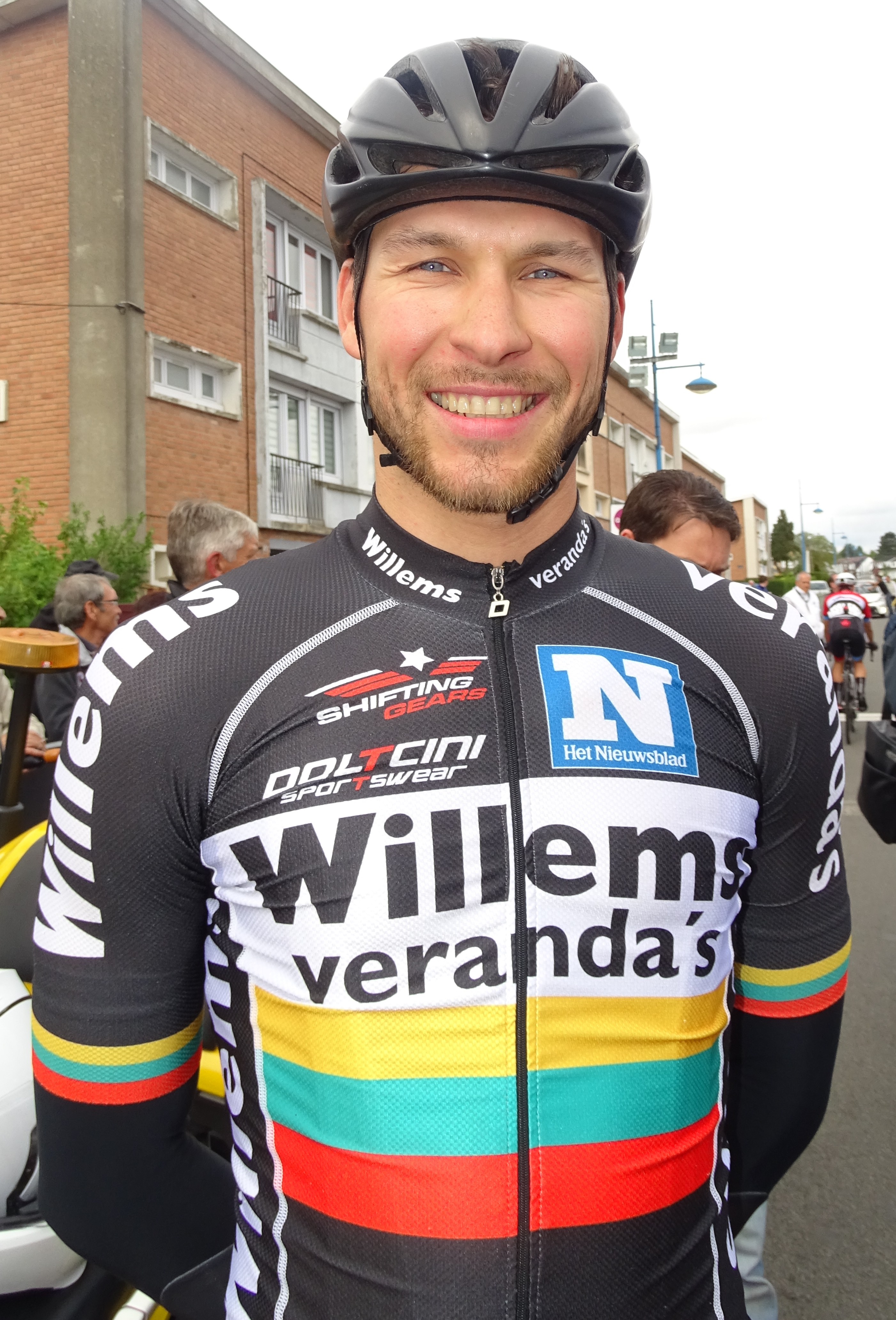
Aidis Kruopis photographié lors du départ de la 1re étape du Paris-Arras Tour 2016 qu'il remporte quelques heures plus tard.

En 2015 il gagne deux étapes de l'An Post Rás et devient champion de Lituanie sur route au premier semestre. Plus tard dans la saison il s'impose lors d'une kermesse professionnelle en Belgique et remporte également la Flèche du port d'Anvers. Au mois d'octobre il signe un contrat avec l'équipe continentale belge Verandas Willems.
Au mois d'août 2017 il termine dixième du Grand Prix de la ville de Zottegem.
Il n'est pas renouvelé par l'équipe Verandas Willems-Crelan à l'issue de la saison 2018 et décide de mettre un terme à sa carrière à 32 ans.

## Palmarès sur route

### Par années
- 2007
  - 3e étape des Deux jours du Gaverstreek
  - 2eb étape du Tour de la province d'Anvers (contre-la-montre par équipes)
  - 2e du Grand Prix de la ville de Geel
  - 2e du Tour de la province d'Anvers
  - 2e de la Flèche du port d'Anvers
- 2008
  - 2e du Dookoła Mazowsza
- 2009
  - Internatie Reningelst
- 2010
  - À travers la Campine anversoise
  - Coupe Sels
  - Kampioenschap van het Waasland
  - 2e du Championnat des Flandres
  - 3e du championnat de Lituanie sur route
  - 3e du Grote Prijs Dr. Eugeen Roggeman
- 2011
  - Circuit du Pays de Waes
  - Grand Prix du 1er mai - Prix d'honneur Vic De Bruyne
  - 2e étape du Tour de Belgique
  - Coupe Sels
  - 3e du Grand Prix de Denain
  - 3e du championnat de Lituanie sur route
  - 3e de la Gullegem Koerse
  - 3e du Grand Prix Marcel Kint
- 2012
  - 3e étape du Tour de Norvège
  - 4e étape du Tour de Pologne
  - 2e étape de l'Eneco Tour (contre-la-montre par équipes)
  - 1re et 2e étapes Tour du Poitou-Charentes
  - 3e du championnat de Lituanie sur route

- 2013
  - 2e étape du Tour de Turquie
- 2015

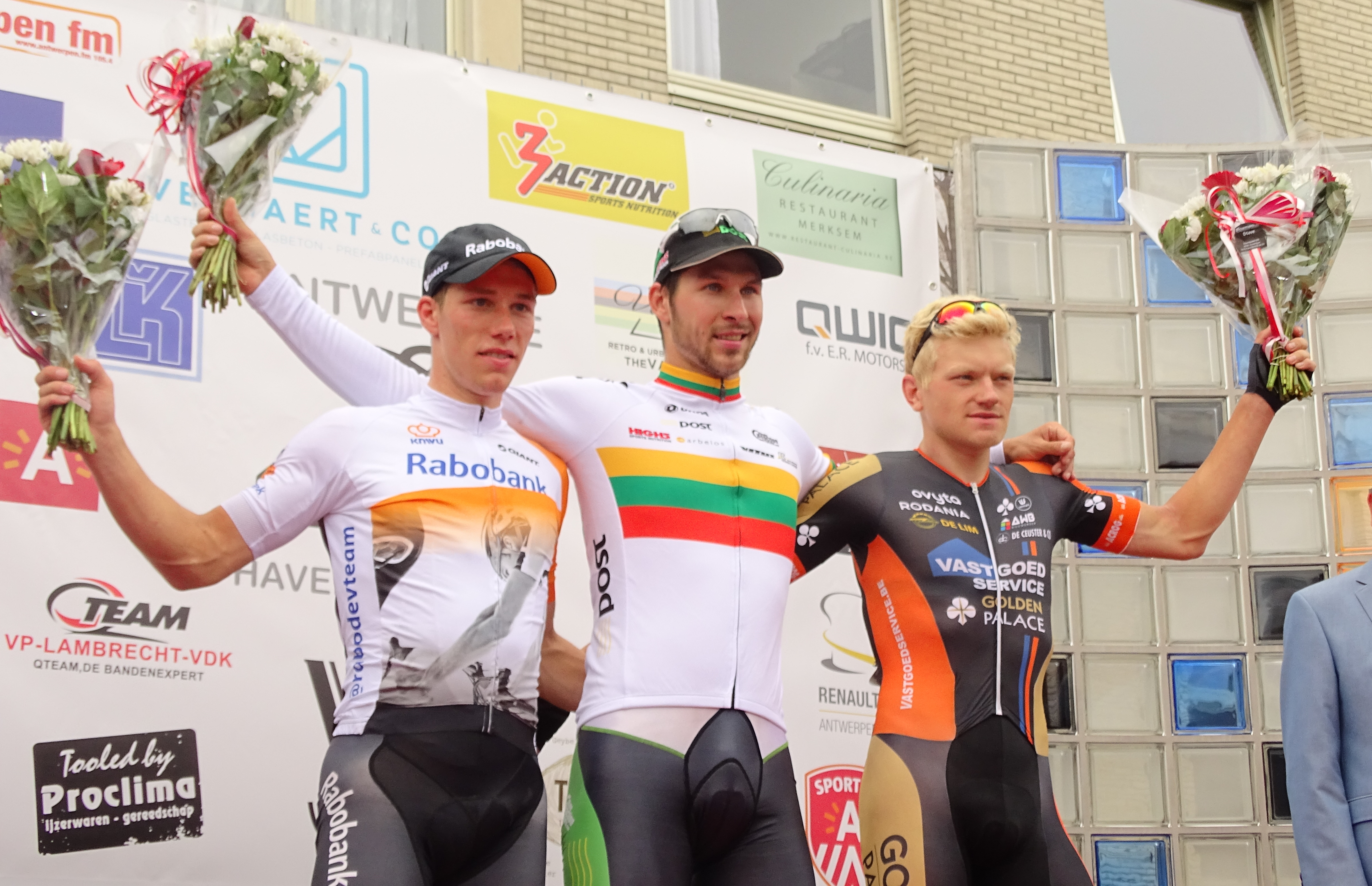
Podium de l'édition 2015 de la Flèche du port d'Anvers : Stan Godrie (2e), Aidis Kruopis (1er) et Gerry Druyts (3e).

  -  Champion de Lituanie sur route
  - 4e et 8e étapes de l'An Post Rás
  - Flèche du port d'Anvers
  - 3e du Grand Prix Raf Jonckheere
- 2016
  - Gooikse Pijl
  - Dorpenomloop Rucphen
  - Tour d'Overijssel
  - Paris-Arras Tour :
    - Classement général
    - 1re et 2e étapes

  - 2e de la Heistse Pijl

### Classements mondiaux
| Année           | 2005 | 2006  | 2007 | 2008 | 2009  | 2010 | 2011 | 2012 | 2013 | 2014 |
| --------------- | ---- | ----- | ---- | ---- | ----- | ---- | ---- | ---- | ---- | ---- |
| UCI World Tour  |      |       |      |      |       |      |      | 183e | 228e | nc   |
| UCI Europe Tour | 939e | 1248e | 278e | 186e | 1010e | 28e  | 10e  |      |      |      |

## Palmarès sur piste

### Championnats d'Europe
- Fiorenzuola d'Arda 2005
  -  Médaillé de bronze de la poursuite par équipes espoirs
- Athènes 2006
  -  Médaillé de bronze de la poursuite par équipes espoirs